# Franciszek Bukaty
Franciszek Bukaty herbu Pomian (ur. w sierpniu 1747, zm. 15 czerwca 1797) – polski dyplomata czasów stanisławowskich, szambelan królewski, wolnomularz, w 1792 odznaczony Orderem Orła Białego,  chargé d’affaires Rzeczypospolitej w Królestwie Wielkiej Brytanii w latach 1775–1777 i 1788–1789, minister rezydent Rzeczypospolitej w Królestwie Wielkiej Brytanii w 1777 roku, minister pełnomocny Rzeczypospolitej w Królestwie Wielkiej Brytanii w 1787 roku i w latach 1793–1795, poseł nadzwyczajny Rzeczypospolitej w Londynie w 1792 roku

## Życiorys
Był siódmym i najmłodszym synem Benedykta Bukatego i Zofii Wolbekówny. Brat Tadeusza Józefa Bukatego, biskupa sufragana żmudzkiego.
Bukaty pełnił misję wpierw Chargé d’affaires, a potem posła i ambasadora Rzeczypospolitej Obojga Narodów w Londynie w latach 1772–1785. Był sąsiadem Tadeusza Burzyńskiego. Gdy Burzyński zmarł w 1773 roku w czasie podróży do Włoch (udał się tam w celach zdrowotnych), Bukaty automatycznie zastąpił zmarłego. W 1785 został kawalerem Orderu Świętego Stanisława.
Początkowo, mimo opanowania szyfru dyplomatycznego i języka angielskiego, nie mógł aktywnie uczestniczyć w rautach dyplomatów w brytyjskiej stolicy, z powodu zarówno niskiej (początkowo) rangi dyplomatycznej, jak i z powodu młodego wieku, niewielkiego doświadczenia i braku pieniędzy.
Początkowo rolę jego łącznika z dworem Jerzego III pełnił John Lind, angielski prawnik przyjazny Polsce. Przez jakiś czas król Stanisław August Poniatowski zamyślał uczynić z Anglika ambasadora, to jednak wywołało zdziwienie w Londynie, ponieważ Brytyjczykowi nie wolno było reprezentować innego państwa we własnym kraju.
W 1789 roku Bukaty został w końcu "ambasadorem nadzwyczajnym". Stanisław August zdecydował się ostatecznie na ten krok, ponieważ dowiedział się, że Brytyjczycy zastanawiali się nad sensem posiadania ambasady w Warszawie, skoro Polska nie utrzymywała go w stolicy Wielkiej Brytanii. W 1792 roku został zatwierdzony jako poseł nadzwyczajny i pełnomocnik konfederacji targowickiej w Londynie.
Bukaty polepszył swą sytuację przez bogaty ożenek. Jego żoną została Barbara z Prozorów, córka wojewody witebskiego Józefa Prozora. Ze związku narodziła się córka Zofia.
Po śmierci Bukatego Barbara powtórnie wyszła za mąż za Ksawerego Lipskiego - syna Tadeusza Lipskiego (1725–1796), kasztelana łęczyckiego, generała-lejtnanta i komediopisarza.
Ostatnie lata życia Bukaty spędził w Sierhiejewiczach, dobrach które otrzymała jego żona Barbara w posagu od ojca, Józefa Prozora. Franciszek Bukaty został pochowany obok rodziny żony w kościele w Dudziczach, majątku należącym do Prozorów, a następnie siostry Barbary z Prozorów, Róży za Stanisławem Jelskim, marszałkiem powiatu ihumeńskiego.